# Sa'dun Hammadi
Sa'dun Hammadi (Kerbela, 22 giugno 1930 – Germania, 14 marzo 2007) è stato un politico iracheno, e stato Primo ministro dell'Iraq brevemente sotto il presidente Saddam Hussein dal marzo al settembre del 1991, quando è stato allontanato dalla sua carica a causa delle sue visioni riformiste.

## Biografia
Hammadi è nato a Kerbela da una famiglia sciita. Ha aderito al Partito Ba'th negli anni' 40. Nel 1956 ha conseguito un Dottorato di ricerca, in economia all'Università del Wisconsin-Madison. Dal 1974 al 1983 ha ricoperto l'incarico di ministro del petrolio e ministro degli affari esteri; dal 1983 al 1990 e dal 1996 al 2003 è stato portavoce della Camera dei rappresentanti.
Hammadi è stato in seguito imprigionato in un campo di prigionia in Iraq dopo la deposizione di Saddam Hussein. Nel febbraio del 2004, dopo nove mesi in custodia degli statunitensi, è stato rilasciato e reinsediato in Qatar mentre stava proseguendo un trattamento medico.
È morto in un ospedale in Germania a causa di una Leucemia il 14 marzo del 2007.